# Jean Schorn (Radsportler, 1912)
Jean Schorn (genannt der Jüngere) (* 16. März 1912 in Köln; † 4. April 1994 ebenda) war ein deutscher Bahnradsportler und mehrfacher nationaler Meister im Radsport.
Mit 15 Jahren beschloss Schorn, seinem Vorbild Mathias Engel zu folgen und ebenfalls Radrennsportler zu werden. Es dauerte bis 1931, dass er seinen ersten Sieg feiern konnte. Dieser gelang ihm auf der Straße beim Rennen Neuss–Aachen–Neuss in der Klasse der Jugendfahrer. 1935 gewann er das Rennen Rund um Krefeld bei den Amateuren. Wie viele erfolgreiche Kölner Radsportler aus der Zeit der Weimarer Republik stammte Jean Schorn aus dem  Eigelsteinviertel. Anfang der 1930er Jahre war er Mitglied der deutschen Bahn-Nationalmannschaft der Amateure. 1938 und 1939 wurde er jeweils Deutscher Meister im Tandem mit seinem Partner Heinz Hasselberg aus Bochum, 1940 und 1941 Deutscher Meister im Sprint der Profis. Auch in den folgenden Kriegsjahren belegte er Podiumsplätze bei Deutschen Meisterschaften. 1947 errang Schorn in Wuppertal auf der Radrennbahn im Stadion am Zoo den deutschen Meistertitel der Profi-Steher hinter dem Schrittmacher Jupp Merkens, einem Bruder des 1944 verstorbenen Olympiasiegers im Sprint von 1936, Toni Merkens. Schorn gewann einige Steherrennen, vor allem in Deutschland. Darunter war das Goldene Rad von Berlin 1951.
Schorn blieb als Profi aktiv bis 1956 und errang bei Deutschen Steher-Meisterschaften weitere Plätze unter den ersten Drei. Auch startete er bei 16 Sechstagerennen, von denen er 1951 das von Hannover gemeinsam mit Ludwig Hörmann gewann.
Es gab einen gleichnamigen Kölner Radsportler, der elf Jahre älter war und wegen seiner eigenwilligen Art den Beinamen „Klotz“ trug; Jean Schorn der Jüngere erhielt deshalb den Spitznamen „Klötzchen“. Als er 1949 ein internationales Radrennen auf der Radrennbahn im Müngersdorfer Stadion gewann, wurde zu seinen Ehren das Karnevalslied „Wir sind die Eingeborenen von Trizonesien“ von Karl Berbuer gespielt, da es noch keine offizielle deutsche Hymne gab. Sein Bruder war der Straßenrennfahrer Ludwig Schorn.